# Eugenia vetula
Eugenia vetula är en myrtenväxtart som beskrevs av Dc.. Eugenia vetula ingår i släktet Eugenia och familjen myrtenväxter. Inga underarter finns listade i Catalogue of Life.